# غلافيراوات
الغلافيراوات (الاسم العلمي: Glaphyriinae) هي أسرة من الحشرات تتبع فصيلة عثث العشب من رتبة حرشفيات الأجنحة.

## التصنيف
- الغلافيراوية
  - الهلولة